# Francesco Domenico Guerrazzi

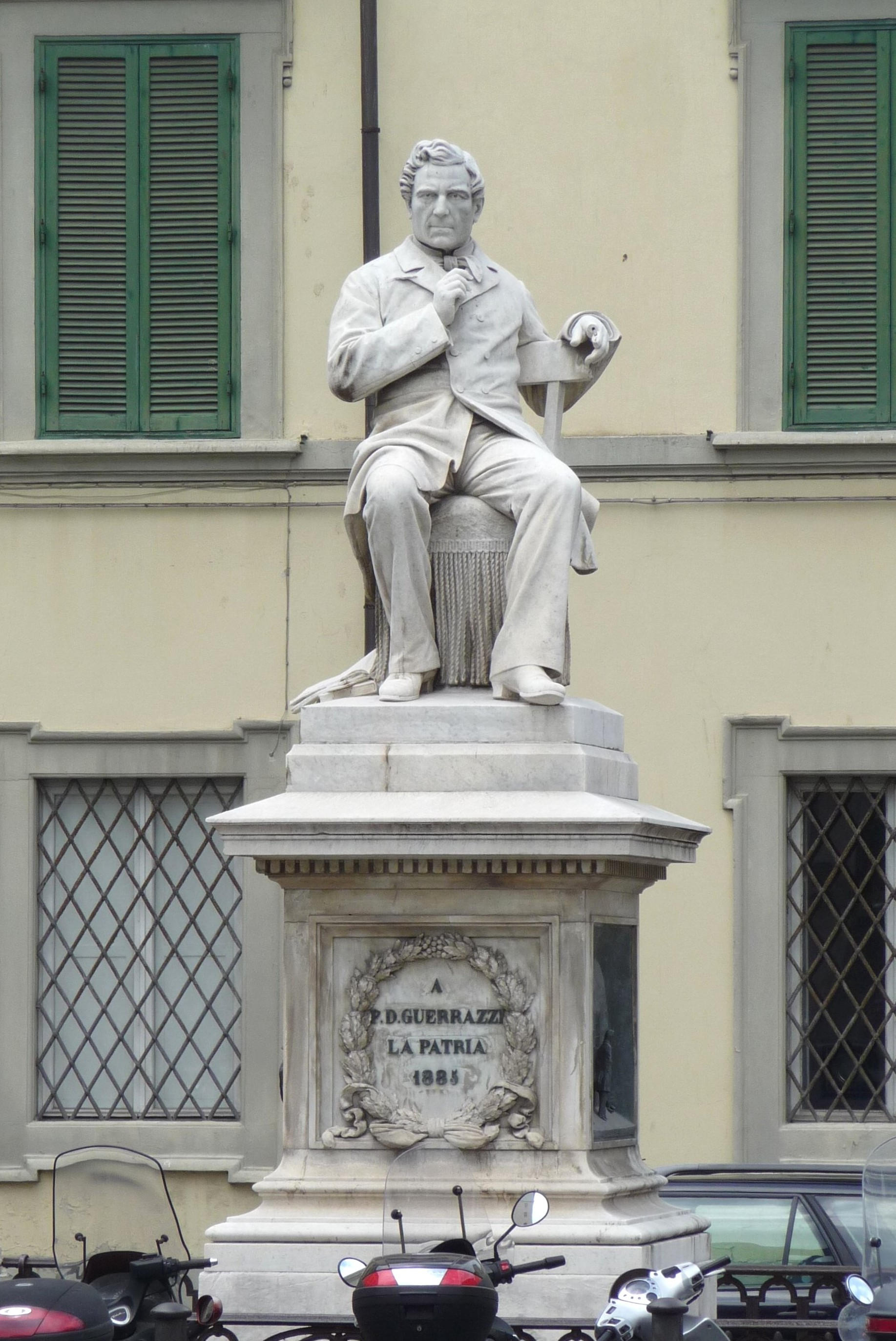
Monumento a Francesco Domenico Guerrazzi.

Francesco Domenico Guerrazzi (Livorno, 12 de agosto de 1804 – Cecina, 25 de septiembre de 1873) fue un escritor y político toscano vinculado a la unificación Italiana.

## Biografía
Guerrazzi nació el 12 de agosto de 1804 en el puerto toscano de Livorno. Estudio derecho en la Universidad de Pisa graduándose en 1824, pero pronto dejó derecho en favor de política y literatura influenciado por Byron, a quien dedicó su Stanze (1825). Su primera novela fue, La Battaglia di Benevento fue publicada en 1827.
Se hizo amigo de Giuseppe Mazzini, y en 1829, junto con Carlo Bini, iniciaron el periódico L'Indicatore Livornese en Livorno. Las autoridades del Gran Duque de Toscana lo cerraron en febrero de 1830 luego de 48 ediciones. El mismo año Guerrazzi fue exiliado a Montepulciano durante seis meses por haber escrito un discurso en memoria de Cosimo Del Fante, un originario de Livorno que abrazó los ideales de la Revolución francesa tomado por Guerrazzi como ejemplo de idealista del resurgimiento. Estando en Montepulciano comenzó a trabajar en su famosa novela, L'Assedio di Firenze. Guerrazzi fue apresado muchas veces por su activismo en Joven Italia; en 1833 estuvo preso tres meses en el Forte Stella en Portoferraio. Entre sus amigos estaba Antonio Mangini Tonci, abogado, escritor.

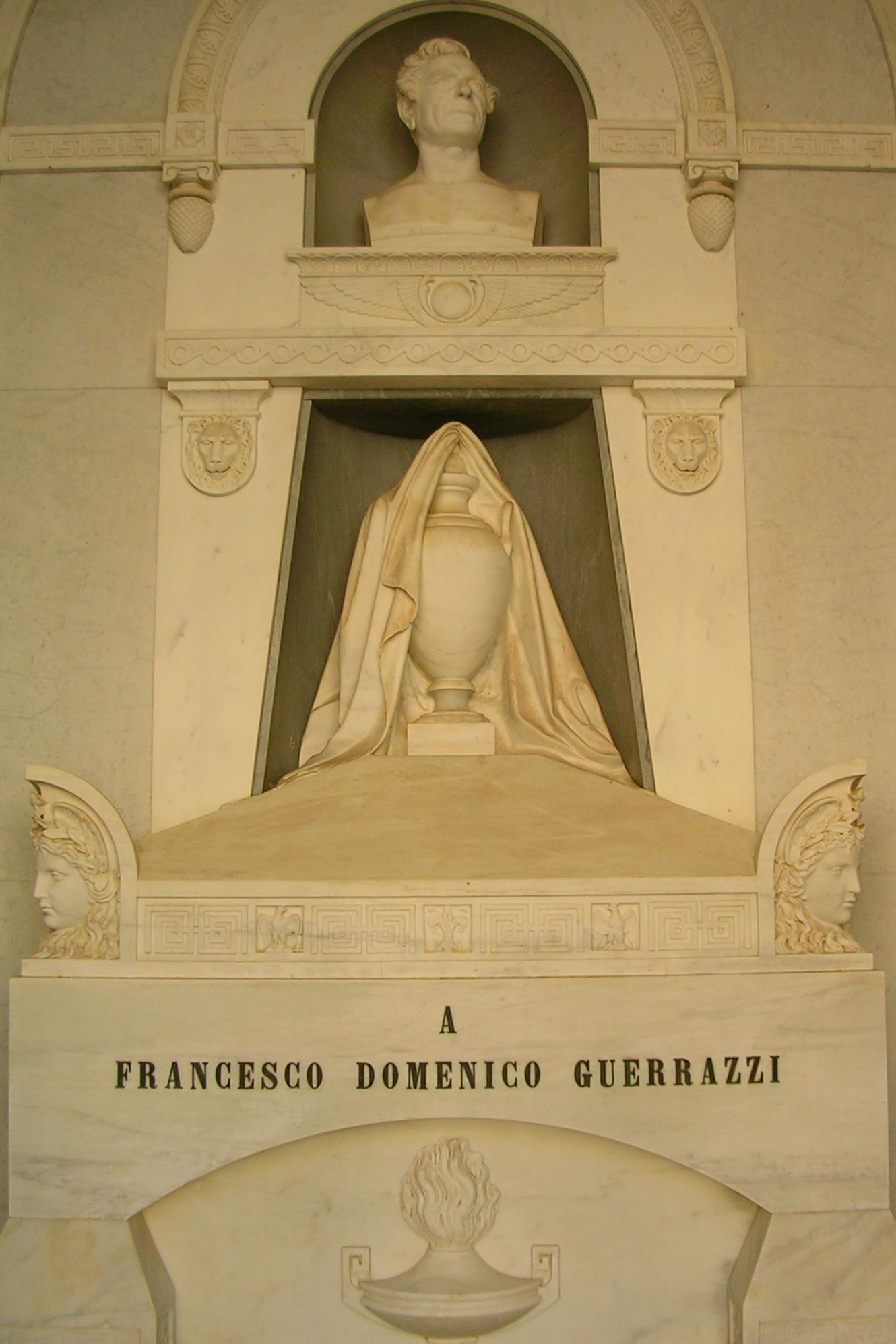
Tumba de Francesco Domenico Guerrazzi.

Llegó a ser el líder liberal más poderoso de Livorno. En 1848 Guerrazzi fue nombrado ministro para mediar entre los reformistas y el Gran Duque, Leopoldo II. El 8 de febrero de 1849, tras la partida de Leopoldo Guerrazzi formó un triunvirato de gobierno con Giuseppe Mazzoni y Giuseppe Montanelli proclamando una república; el 27 de marzo Guerrazzi fue nombrado dictador.
Al volver Leopoldo II al poder, Guerrazzi se negó a huir y fue sentenciado a 15 años de prisión. Durante estos años trabajó en su apología, que fue publicada en 1852. Luego de tres años en prisión su condena fue conmutada a exilio en Córcega de donde huyó en 1857 viviendo algunos años en Génova. Entre 1862 y 1870 sirvió como diputado en el Parlamento Italiano en Turín.
Guerrazzi murió de apoplejía en Cecina, a 30 km de su ciudad natal, Livorno.

## Obra
- Beatriz Cenci. Historia del siglo XVI (Edit. 1921 por Calpe, traducción del italiano por Pedro Pedraza y Páez). Novela histórica.
- El asedio a Florencia. Novela histórica
- La batalla de Benevento. Novela histórica
- Pascual Paoli o la rota de Pontenuovo. Novela histórica
- Escritos políticos
- El asno
- El agujero en la pared
- Cartas y discursos